# Riu Mbini
El riu Mbini (també conegut com a Benito o Wele) és el principal riu de la zona continental de Guinea Equatorial. Travessa la regió de Mbini d'orient a ponent. En la seva desembocadura a l'Atlàntic es troba la vila de Mbini així com grans manglars que s'estenen 20 km cap a l'interior. Neix a Gabon i posseeix uns 338 km de longitud. Només els darrers 20 km del riu són navegables. El riu es fa servir per a transportant surant troncs d'arbre en operacions de tala.